# إينوياشا: سيف الحكم المطلق
إينوياشا: سيف الحكم المطلق (باليابانية: 映画犬夜叉 天下覇道の剣، بالروماجي: Eiga Inuyasha: Tenka Hadō no Ken) هو فيلم أنمي ياباني من إخراج توشييا شينوهارا، ومن إنتاج استوديو سنرايز، مقتبس من سلسلة مانغا أينوياشا من تأليف روميكو تاكاهاشي. عرض الفيلم في اليابان في 20 ديسمبر عام 2003.

## القصة
تدور أجل القصة قبل قرنين من أحداث الأنمي، رفض الشيطان توغا زعيم الكلاب طلب ابنه الأكبر سيسشومارو بملكية اثنين من سيوفه، تيسايغا وسونغا. بعد ذلك يتوجه توغا إلى قصر يحرسه جيش من الساموراي، وفي داخل القصر زوجته البشرية إيزايوي تلد. يحاول قائد الجيش تاكيمارو، الذي يعشق إيزايوي قتلها، يهزم توغا الجيش ويقطع أحد أذرع تاكيمور لدخول القصر، ويستخدم سيفه الثالث تيسينغا لإحياء إيزايوي ويطلب منها الفرار من القصر المحترق مع مولودهما الجديد نصف الشيطان إينوياشا.

## الأداء الصوتي
| الشخصية              | الأداء الصوتي     |
| -------------------- | ----------------- |
| إينوياشا             | كابي ياماغوتشي    |
| كاجومي هيغوراشي      | ساتسوكي يوكينو    |
| ميروكو               | كوجي تسوجيتاني    |
| سانغو                | هوكو كواشيما      |
| شيبو                 | كوميكو واتانابي   |
| سيشيومارو            | كين ناريتا        |
| زعيم الكلاب          | أكيو أوتسوكا      |
| إيزايوي              | كيكوكو إينوي      |
| تاكيمارو أوف سيتسونا | ياسونوري ماتسموتو |
| سونغا                | فوميهيكو تاتشيكي  |
| سايا                 | كينينا كيموتسوكي  |
| ميوغا                | كينيتشي أوغاتا    |
| توتوساي              | جوجي يانامي       |
| جاكين                | تشو               |
| رين                  | ماميكو نوتو       |
| الجد هيغوراشي        | كاتسومي سوزوكي    |
| السيدة هيغوراشي      | أساكو دودو        |
| سوتا هيغوراشي        | أكيكو ناكاجاوا    |
| إيري                 | يوكي ماسودا       |
| يوكا                 | كاوري شيميزو      |
| أيومي                | نامي أوكاموتو     |

## وصلات خارجية
- إينوياشا: سيف الحكم المطلق على موقع IMDb (الإنجليزية)
- إينوياشا: سيف الحكم المطلق على موقع نتفليكس (الإنجليزية)
- إينوياشا: سيف الحكم المطلق على موقع أول موفي (الإنجليزية)
- إينوياشا: سيف الحكم المطلق على موقع فيلمافينيتي (الإسبانية)
- إينوياشا: سيف الحكم المطلق على موقع قاعدة بيانات الفيلم (الإنجليزية)
- إينوياشا: سيف الحكم المطلق على موقع ليتربوكسد (الإنجليزية)
- إينوياشا: سيف الحكم المطلق على موقع كينوبويسك (الروسية)
- إينوياشا: سيف الحكم المطلق على موقع ANN anime (الإنجليزية)